# Aeonium aureum
Aeonium aureum (sin.: Greenovia aurea), je biljka iz porodice Crassulaceae. Porijeklo su joj Kanari, i raste samo na Kanarskim otocima, uz iznimku otoka Lanzarote i Fuerteventure. Pojavljuje se na visinama do 2000 metara, a najčešće raste na kućnim krovovima i kamenim zidovima.
Da bi uspješno rasla, potrebna joj je temperatura koja se noću kreće oko 9 i 10°C. Budući da voli hladnije odnosno ne voli biti izložena na suncu, biljka treba biti u sjeni.
Rozeta je sukulentna, a naraste do 25 cm. Cvjetovi su žuti. Pojavljuju se u svibnju i lipnju. Rozete ugibaju nakon što ocvatu i daju sjeme.

## Sinonimi
- Greenovia aurea (C.Sm. ex Hornem.) Webb & Berthel.; Hist. Nat. Iles Canaries 3(2
- Greenovia ferrea Webb ex Christ; Bot. Jahrb. 9: 114 (1888)
- Greenovia polypharmica Webb; Bot. Jahrb. 9: 114 (1888)
- Greenovia rupifraga Webb; Bot. Jahrb. 9: 114 (1888)
- Sempervivum aureum C.Sm. ex Hornem.; Hort. Bot. Hafn., Suppl.: 61 (1819)
- Sempervivum calyciforme Haw.; Suppl. Pl. Succ. 69 (1819)
- Sempervivum ferreum (Webb) Christ; Bot. Jahrb. 9: 161 (1888)
- Sempervivum polypharmicum (Webb) Christ; Bot. Jahrb. 9: 161 (1888)
- Sempervivum rupifragum (Webb) Christ; Bot. Jahrb. 9: 161 (1888)